# B.o.B Presents: The Adventures of Bobby Ray
B.o.B Presents: The Adventures of Bobby Ray — дебютный альбом американского рэпера B.o.B, выпущенный 27 апреля 2010 года музыкальными лейблами Grand Hustle Records, Rebel Rock Entertainment и Atlantic Records. Продюсирование альбома длилось с 2008 по 2010 год и возглавлялось B.o.B, Crada, Dr. Luke, The Smeezingtons, Jim Jonsin, Lil' C, Alex da Kid, Polow da Don, и DJ Frank E.
Пластинка дебютировала под первым номером в чарте Billboard 200, разойдясь тиражом в 84,000 копии за первую неделю.
Музыкальная пресса оценила выход пластинки в основном положительными обзорами.

## Выпуск альбома
Релиз был запланирован на декабрь 2009 года, но B.o.B перенёс его на 2010 год. Во время ноябрьского интервью он сказал о том, что выпуск альбома запланирован на май 2010 года; в своём аккаунте на сервисе Twitter он указал точную дату — 25 мая. 1 февраля B.o.B выпустил микстейп May 25, названный в честь даты выхода дебютного альбома. Но в связи с успехом сингла «Nothin' on You», релиз был перемещён на 27 апреля. I

## Чарты
Пластинка удачно стартовала, в дебютную неделю разойдясь тиражом 84 000 копий и дебютировав на #1 в чарте Billboard 200. К 8 сентября 2010 года тираж пластинки составил 385 700 копий, тем самым сделав её третьей среди самых продаваемых хип-хоп пластинок года.
В мировом масштабе B.o.B Presents: The Adventures of Bobby Ray также был успешен.

## Список композиций
| №   | Название                                                    | Продюсер(ы)                          | Длительность |
| --- | ----------------------------------------------------------- | ------------------------------------ | ------------ |
| 1.  | «Don't Let Me Fall»                                         | B.o.B                                | 4:35         |
| 2.  | «Nothin' on You» (при участии Bruno Mars)                   | The Smeezingtons                     | 4:29         |
| 3.  | «Past My Shades» (при участии Lupe Fiasco)                  | B.o.B                                | 3:33         |
| 4.  | «Airplanes» (при участии Hayley Williams)                   | Alex da Kid, Frank E.                | 3:01         |
| 5.  | «Bet I» (при участии T.I. & Playboy Tre)                    | Kuttah                               | 4:17         |
| 6.  | «Ghost in the Machine»                                      | B.o.B                                | 4:53         |
| 7.  | «The Kids» (при участии Janelle Monáe)                      | Frank E.                             | 3:26         |
| 8.  | «Magic» (при участии Rivers Cuomo)                          | Dr. Luke                             | 3:16         |
| 9.  | «Fame»                                                      | The Knux                             | 3:41         |
| 10. | «Lovelier Than You»                                         | B.o.B                                | 4:04         |
| 11. | «5th Dimension» (при участии Ricco Barrino)                 | B.o.B, T.I., Lil' C                  | 3:23         |
| 12. | «Airplanes, Part II» (при участии Eminem & Hayley Williams) | Alex da Kid, Eminem, Luis Resto (co) | 5:19         |

- Бонус треки

| №   | Название               | Продюсер(ы)             | Длительность |
| --- | ---------------------- | ----------------------- | ------------ |
| 13. | «Letters from Vietnam» | B.o.B                   | 4:13         |
| 14. | «I See Ya»             | Da Honorable C.N.O.T.E. | 3:18         |

| №   | Название                                                 | Продюсер(ы)      | Длительность |
| --- | -------------------------------------------------------- | ---------------- | ------------ |
| 16. | «B.o.B interview»                                        | B.o.B            | 30:10        |
| 17. | «Nothin' on You» (при участии Bruno Mars) (бонус видео)) | The Smeezingtons | 3:37         |

| №   | Название                    | Продюсер(ы)    | Длительность |
| --- | --------------------------- | -------------- | ------------ |
| 18. | «Grip Ur Body» (EP version) | Kutt the Check | 3:30         |
| 19. | «Cyber Heaven» (EP версия)  | B.o.B          | 3:15         |

- Британское и бразильское издание содержат песню «I’ll Be in the Sky» под номером 7, в то время как та песня числится под номером 8.
- Песня «Haterz Everywhere» добавлена после бонус-треков.